# Григорян, Юрий Суренович
Юрий Суренович Григорян (род. 2 октября 1946 года, с. Завадых, Мартунинский район, Нагорно-Карабахская автономная область (НКАО), Азербайджанская ССР) – советский, армянский и российский художник. Заслуженный художник Российской Федерации (2007). Член Союза художников СССР (1979-1991). Член-корреспондент Российской академии художеств (2010).
 Действительный член (Академик) Российской академии художеств (2022).

## Биография
Юрий Суренович Григорян родился 2 октября 1946 года в селе Завадых, Мартунинского района НКАО Азербайджанской ССР. В 1964 году он переехал в Москву, где живёт по сей день.
В 1969 году окончил театральное отделение Московского областного художественного училища, а в 1976 году – Московский художественный институт имени В. И. Сурикова, мастерскую профессора Николая Афанасьевича Пономарёва. 
Женат. Есть двое детей – сын Юрий и дочь Карина.

## Творчество
Начал творческую деятельность в 1972 году, когда принял участие в молодёжной выставке московских художников. В 1976-1977 годах Григорян представил на выставке в редакции журнала «Юность» более 70 полотен. После этого в течение двух лет был стипендиатом Союза художников СССР. В 1987 году за произведение «Армянская женщина» Юрий Суренович был удостоен медали на выставке «Современная советская живопись» в Японии.
Основные черты творческого почерка живописца – яркая колористическая насыщенность, сложная фактура, гармонично выстроенная композиция.
Более 50 работ Григоряна находятся в собраниях государственных музеев и галерей России и стран бывшего СССР, в том числе Государственной Третьяковской галерее, Государственном музее искусств народов Востока, Московском музее современного искусства, Государственной галерее Армении.
Многие его работы находятся в известных картинных галереях по всему миру: Gаllery Actuel Г. Басмаджана (Франция), Nicolay&Son (Германия), Show Office Montrea» (Канада), New Generation Cultural Society (Австралия), Roy Miles Gallery (Англия), музее Р. Шнитке (Германия), музее Bernd-Artin Wessels (Германия), музее М. Денвера (США), а также в корпоративных и частных (например, Михаила Горбачёва, Альберта Гора) коллекциях в России и за рубежом. 
В 2017 году за экспозицию «Диалог с сыном» Григорян получил золотую медаль РАХ.
На счету Юрия Суреновича более 200 выставок, в том числе более 50 персональных, в СССР, России, Армении, Австралии, Австрии, Германии, Великобритании, Франции, Хорватии и США.

## Награды и звания
Награды
- Золотая медаль на выставке «Современная советская живопись» в Японии (1987).
- Серебряная медаль Российской академии художеств (2007).
- Золотая медаль «Карот» Фонда развития армянской культуры (2008).
- Орден «Миротворец» Всемирного благотворительного альянса.
- Памятная медаль «А. П. Чехов 1860-1904» Московской организации Союза писателей России.
- Медаль Московского Союза Художников (2016).
- Медаль Союза армян России (2016).
- Золотая медаль Российской академии художеств (2017)[15].
- Серебряная медаль Российской академии художеств (2014)
- Медаль Московского союза художников имени П.П. Кончаловского (2022)

Звания
- Заслуженный художник Российской Федерации (2006).[16]
- Член-корреспондент Российской академии художеств (2010).
- Действительный член (академик) Российской академии художеств (2022)